# Martín Barba
Martín González Barba (Oaxaca de Juárez, 2 de diciembre de 1989) es un actor, modelo y emprendedor mexicano, conocido por sus papeles como Benjamín Casanegra, Christian Montero y Aurek en la series de MTV y Nickelodeon, Último año, Yo soy Franky y Club 57, respectivamente.

## Carrera

### Formación artística y debut como actor
Barba estudió actuación en el Centro de Educación Artística de Televisa (CEA) en la Ciudad de México. 
Comenzó su carrera actuando en Verano de amor, interpretando a Jordi en el episodio titulado «Los anillos». 
Posteriormente, participa en tres episodios de la serie de Televisa La rosa de Guadalupe: en «Míster Narco» dio vida al personaje Gonzalo, en «Tu Decides» interpretó a Jorge, y en «Siempre la verdad» asumió el papel de Alfredo Durán. En 2011 se une a Como dice el dicho en el episodio «El lobo pierde el pelo» . 

### 2012 - 2018: Último año, En otra piel, Yo quisiera, Yo soy franky y Las malcriadas
En el año 2012, obtuvo su primer papel protagónico en la serie de MTV Último año, encarnando a Benjamín Casanegra. En enero de 2013, se unió al elenco de La Patrona, interpretando a David Beltrán Suárez.
Durante el 2014, desempeñó el papel de Ricardo Cantú en la telenovela En otra piel, además de participar en Señora Acero como Joaquín Fernández. También formó parte de dos películas: «Los Ocho», en el papel de Marcos, y Cuatro lunas, donde interpretó a Pepe. 
En 2015, se une al reparto de la serie de televisión española Yo quisiera, personificando a Pablo. También fue uno de los protagonistas en la serie de Nickelodeon Yo soy Franky encarnando a Christian Montero. Debido al éxito de la serie, esta fue renovada para una segunda temporada que se estrenó el 30 de mayo de 2016.
Durante los años 2017 y 2018, interpreta a Eduardo Espinoza Urrutia en la telenovela Las malcriadas.

### 2019-presente
El 6 de mayo de 2019 vuelva a actuar en una serie para el canal de Nickelodeon, está vez siendo parte del elenco principal de Club 57, dándole vida a Aurek. El 30 noviembre  y 1 de diciembre el y parte del elenco (Evaluna Montaner, Riccardo Frascari, Carolina Mestrovic, Sebastián Silva y Fefi Oliveira) son parte de la gira de Club 57 que lleva por nombre «Club 57:el tiempo corre al revés», presentándose por primera vez en  Argentina, con 3 funciones en el Teatro Gran Rex, la gira tenía como próximo destino México, pero el show se canceló debido a la pandemia por el COVID-19.
En 2021 producto a que se le cancelaron proyectos por la pandemia y para dedicarle más tiempo a sus seguidores decide abrir un canal de Twitch 
Durante el 2022, interpreta a Byron en la serie de televisión Supertitlán, participa del capítulo 8 de la segunda temporada de Guerra de vecinos como Pinky Concuera y forma parte del elenco de una película de la plataforma de streaming HBO Max «Navidad en Vivo»  interpretando el papel de Iván.
En 2023, actúa en la obra teatral Smiley, junto a Sergio Velazco, Jerry Velázquez y Jesús Zavala , con la dirección de Joserra zúñiga, es parte del elenco de Pacto de silencio interpretando a Alex. 
En 2024 se confirma que formará parte de Quebranto, próxima serie de Disney+  la cual se estrenará el 15 de agosto de 2025. 

## Otros trabajos
En 2022, Barba decide iniciar su propio negocio, una loncheria llamada «Carisma». El proyecto surge  porque le gusta comer de forma saludable, explorar lugares nuevos y por querer hacer algo más que actuar.  

## Vida personal
Es abiertamente homosexual y activista por los derechos de la comunidad LGBTQ+ en el medio artístico.

## Filmografía

### Televisión
| Año       | Título                 | Rol                      | Notas                                               |
| --------- | ---------------------- | ------------------------ | --------------------------------------------------- |
| 2009      | Verano de amor         | Jordi                    | Episodio: "Los anillos"                             |
| 2010      | La rosa de Guadalupe   | Gonzalo                  | "Mister Narco" (Temporada 3, Episodio 68)           |
| 2011      | Como dice el dicho     |                          | "El lobo pierde el pelo" (Temporada 1, Episodio 10) |
| 2011      | Una familia con suerte |                          | Papel recurrente                                    |
| 2012      | Último año             | Benjamín Casanegra       | Elenco principal                                    |
| 2013      | La Patrona             | David Beltrán Suárez     | Papel recurrente                                    |
| 2014      | En otra piel           | Ricardo Cantú            | Papel recurrente                                    |
| 2014-2015 | Señora Acero           | Joaquín Fernández #2     | 18 episodios                                        |
| 2015      | Yo quisiera            | Pablo                    |                                                     |
| 2015-2016 | Yo soy Franky          | Christian Montero        | Elenco principal                                    |
| 2017-2018 | Las malcriadas         | Eduardo Espinosa Urrutia | Papel recurrente                                    |
| 2019      | Club 57                | Aurek                    | Elenco principal                                    |
| 2022      | Supertitlán            | Byron                    | Elenco principal                                    |
| 2022      | Guerra de vecinos      | Pinky Corcuera           | Participación especial                              |
| 2023      | Pacto de silencio      | Alex                     | Elenco recurrente                                   |
| 2025      | Quebranto              | Gutiérrez                | Elenco principal                                    |

### Cine
| Año  | Título          | Rol    | Notas            |
| ---- | --------------- | ------ | ---------------- |
| 2014 | Los Ocho        | Marcos |                  |
| 2014 | Cuatro lunas    | Pepe   |                  |
| 2022 | Navidad en vivo | Iván   | Elenco principal |

### Teatro
| Año         | Título                                                 | Rol        |
| ----------- | ------------------------------------------------------ | ---------- |
| 2019        | Club 57:el tiempo corre al revés                       | Aurek      |
| 2023 - 2024 | Smiley                                                 | Bruno/Alex |
| 2025        | Manual básico de lengua de señas para romper corazones | Jaime      |

### Videos
- Tu me cambiaste la vida (Río Roma)
- El tiempo no lo cambiara (Matteos)

## Premios y nominaciones
| Año  | Premio                        | Categoría      | Trabajo nominado | Resultado | Ref.   |
| ---- | ----------------------------- | -------------- | ---------------- | --------- | ------ |
| 2013 | MTV Miaw                      | Bombón del año | El mismo         | Ganador   | [ 28 ] |
| 2016 | Kids' Choice Awards Colombia  | Actor favorito | Yo soy Franky    | Nominado  | [ 29 ] |
| 2016 | Kids' Choice Awards México    | Actor favorito | Yo soy Franky    | Nominado  | [ 30 ] |
| 2016 | Kids' Choice Awards Argentina | Actor favorito | Yo soy Franky    | Nominado  | [ 31 ] |
| 2017 | Kids' Choice Awards Colombia  | Actor favorito | Yo soy Franky    | Nominado  | [ 32 ] |
| 2017 | Kids' Choice Awards México    | Actor favorito | Yo soy Franky    | Nominado  | [ 33 ] |